# IX. Budapester Bezirk
Der IX. Bezirk der ungarischen Hauptstadt Budapest, welcher auch Ferencváros (deutsch Franzstadt bzw. Franzenvorstadt) genannt wird, liegt am Ostufer der Donau in der ehemaligen Stadt Pest.

## Geschichte
Der Stadtteil ist im 18. Jahrhundert als Vorstadt der alten Stadt Pest entstanden und hat seinen Namen nach der Inthronisation von Franz Josef Karl als Franz II., letzter Kaiser des Heiligen Römischen Reiches, im Jahr 1792 bekommen. Zur Geschichte der Pester Vorstädte um die heutige Ringstraße Nagykörút (Große Ringstraße) siehe exemplarisch den achten Bezirk Józsefváros.

## Stadtteilgliederung, Verkehr, Sehenswertes
Der IX. Bezirk liegt zwischen dem V. Budapester Bezirk (Innenstadt) im Osten, dem VIII. Bezirk (Józsefváros) im Norden, dem X. Bezirk (Kőbánya), dem XIX. Bezirk (Kispest) und XX. Bezirk (Pesterzsébet) im Osten, dem XXI. Bezirk (Csepel) im Süden und der Donau im Westen. Durch den Bezirk führt als Abschnitt der Großen Ringstraße (Nagykörút) der Ferenc körút, über den die Straßenbahnlinien 4 und 6 der Budapester Verkehrsbetriebe BKV Zrt. mit dem weltweit höchsten Fahrgastaufkommen führen. Die ehemalige Haupt- und Ausfallstraße durch den Bezirk ist die Ráday utca, heute eine Ausgehmeile mit vielen Restaurants und Kneipen. Ebenfalls im Bezirk befinden sich am Kálvin tér die bekannteste calvinistische Kirche sowie nahe der Donau am Vámház körút die Große Markthalle und die Corvinus-Universität. Seit November 2005 ist auch das Goethe-Institut Budapest hier zu finden.

## Sport
Der Bezirk ist Heimat des Vereins Ferencvárosi Torna Club, dessen Fußball-Abteilung eine der erfolgreichsten (seit 1919 mit über 30 Meistertiteln) und bekanntesten Ungarns ist.

## Persönlichkeiten
- István Ernő Kukk (1927–1989), Offizier der Volksrepublik Ungarn

## Partnerstädte
Der IX. Bezirk pflegt partnerschaftliche Beziehungen mit folgenden Städten:
- Sfântu Gheorghe (ungarisch Sepsiszentgyörgy), Rumänien[3]
- Kráľovský Chlmec (ungarisch Királyhelmec), Slowakei
- Kanjiža (ungarisch Magyarkanizsa), Serbien
- Berehowe (ungarisch Beregszász), Ukraine
- Butscha, Ukraine

## Galerie

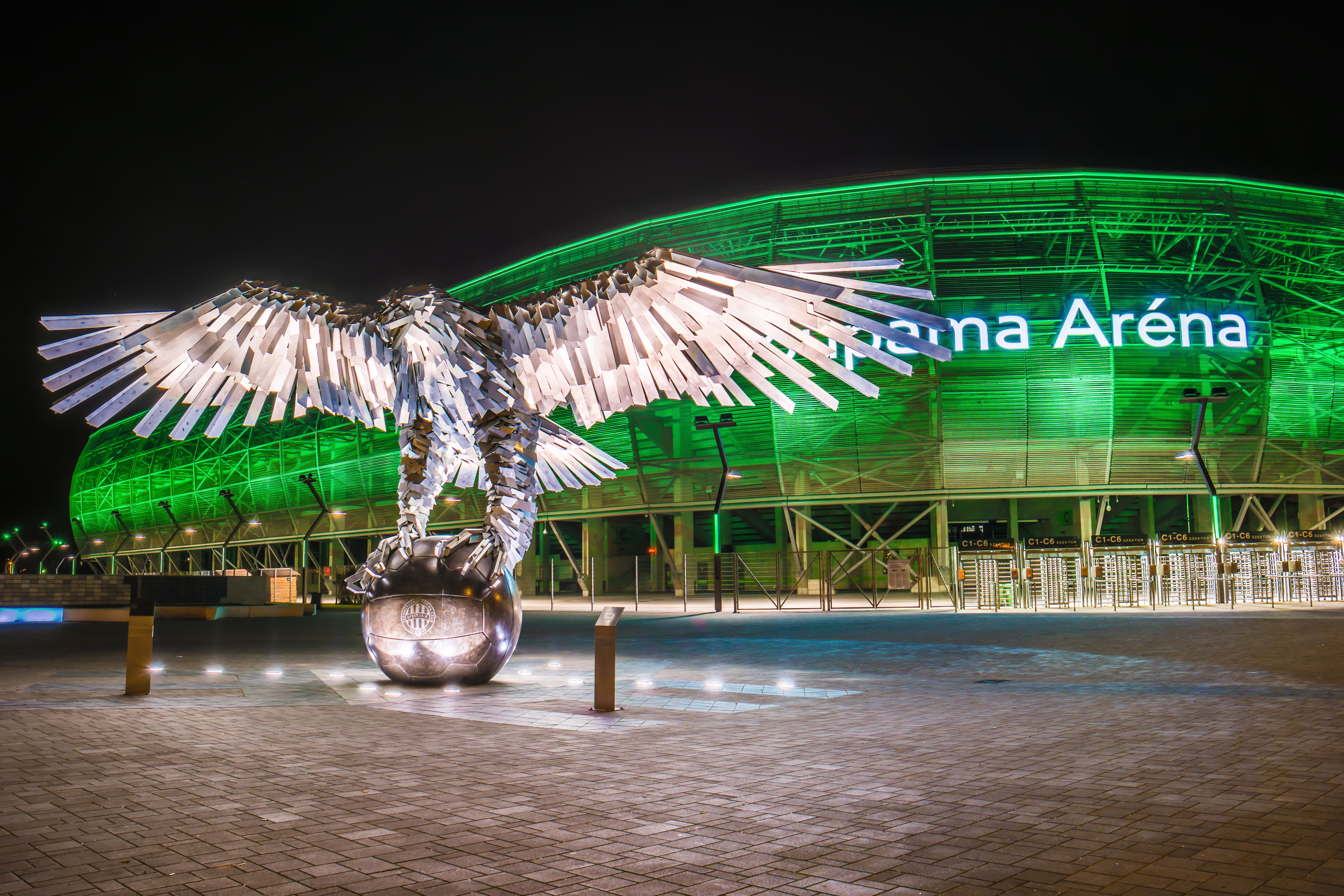
Die Groupama Aréna entstand auf dem Baugrund des alten Stadions und wurde 2014 eröffnet
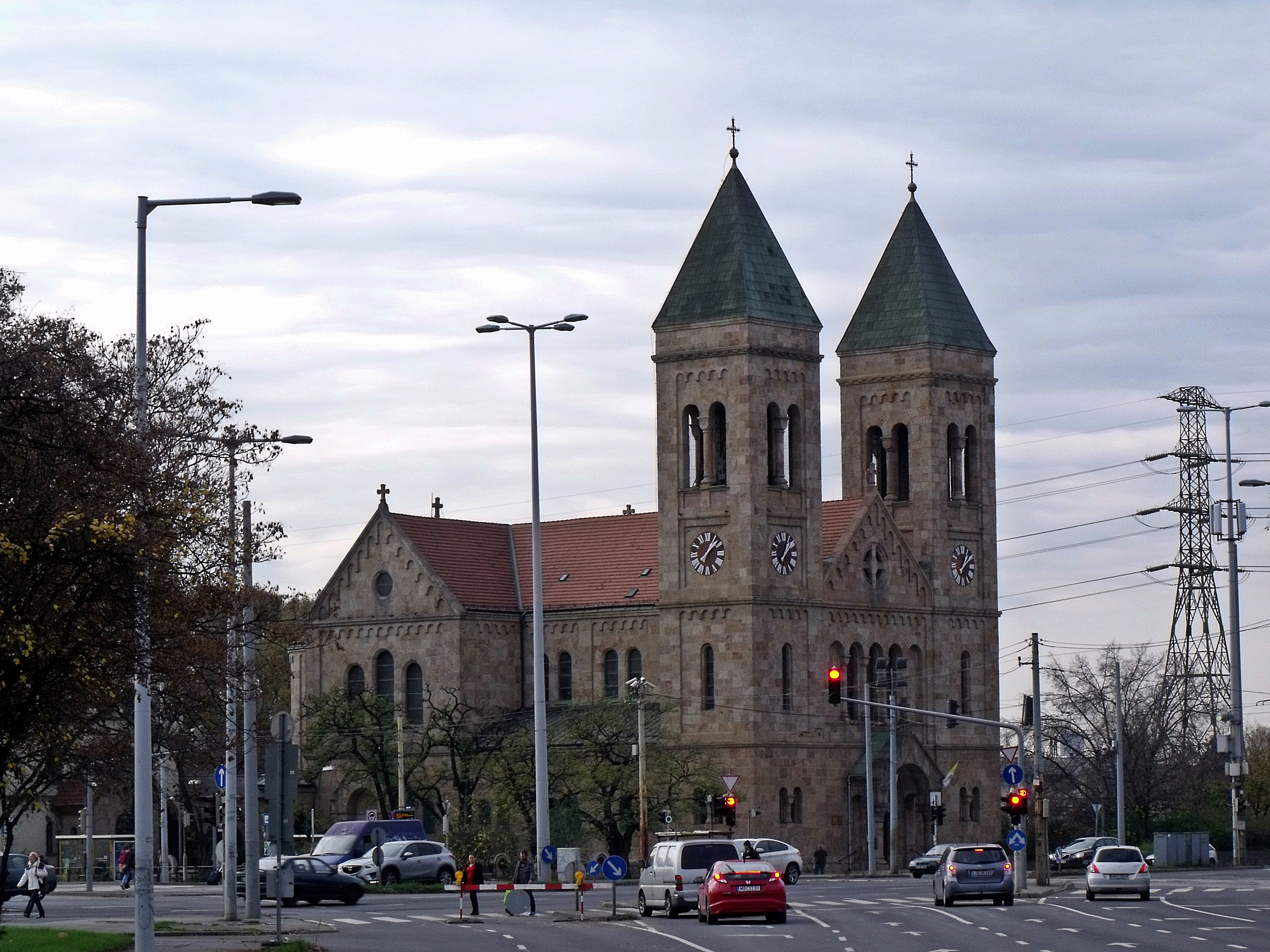
Heilig-Kreuz-Kirche
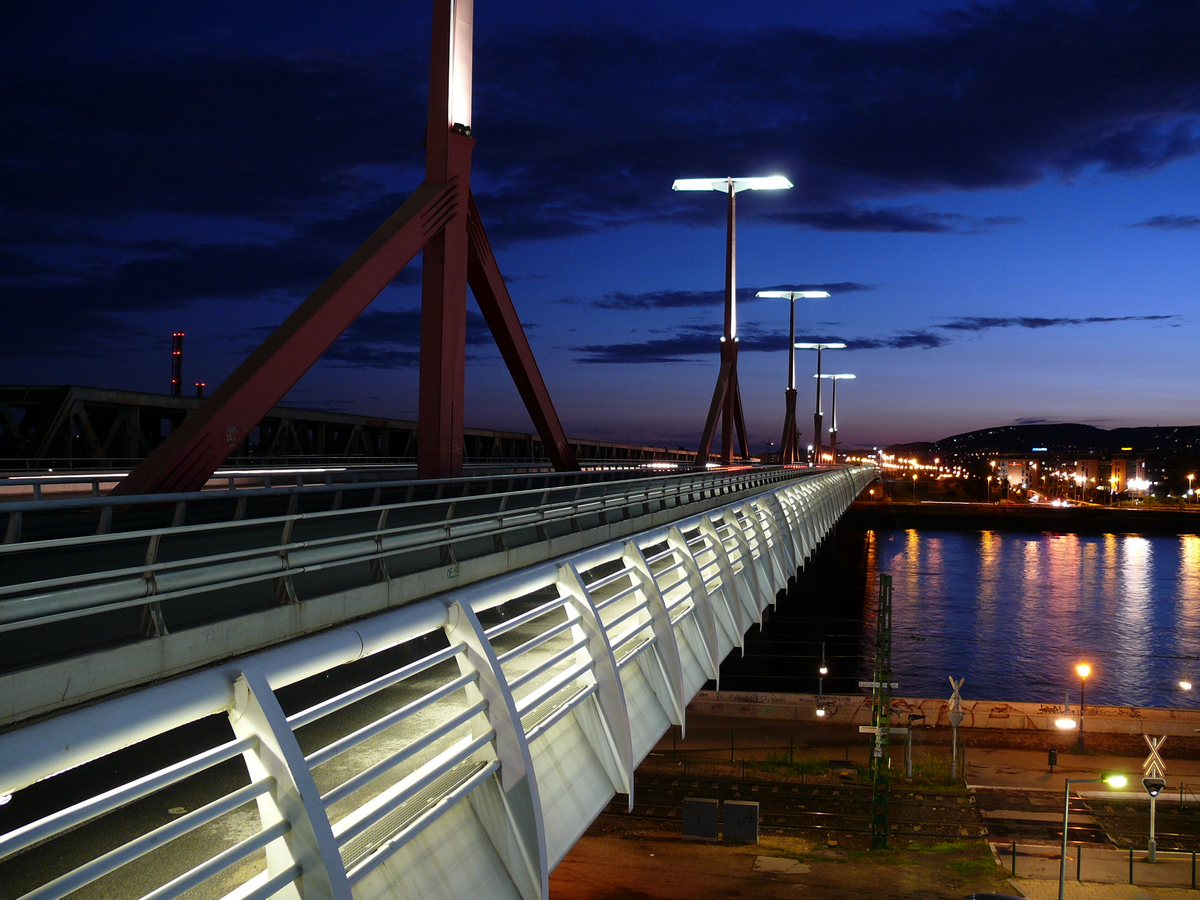
Rákóczi-Brücke
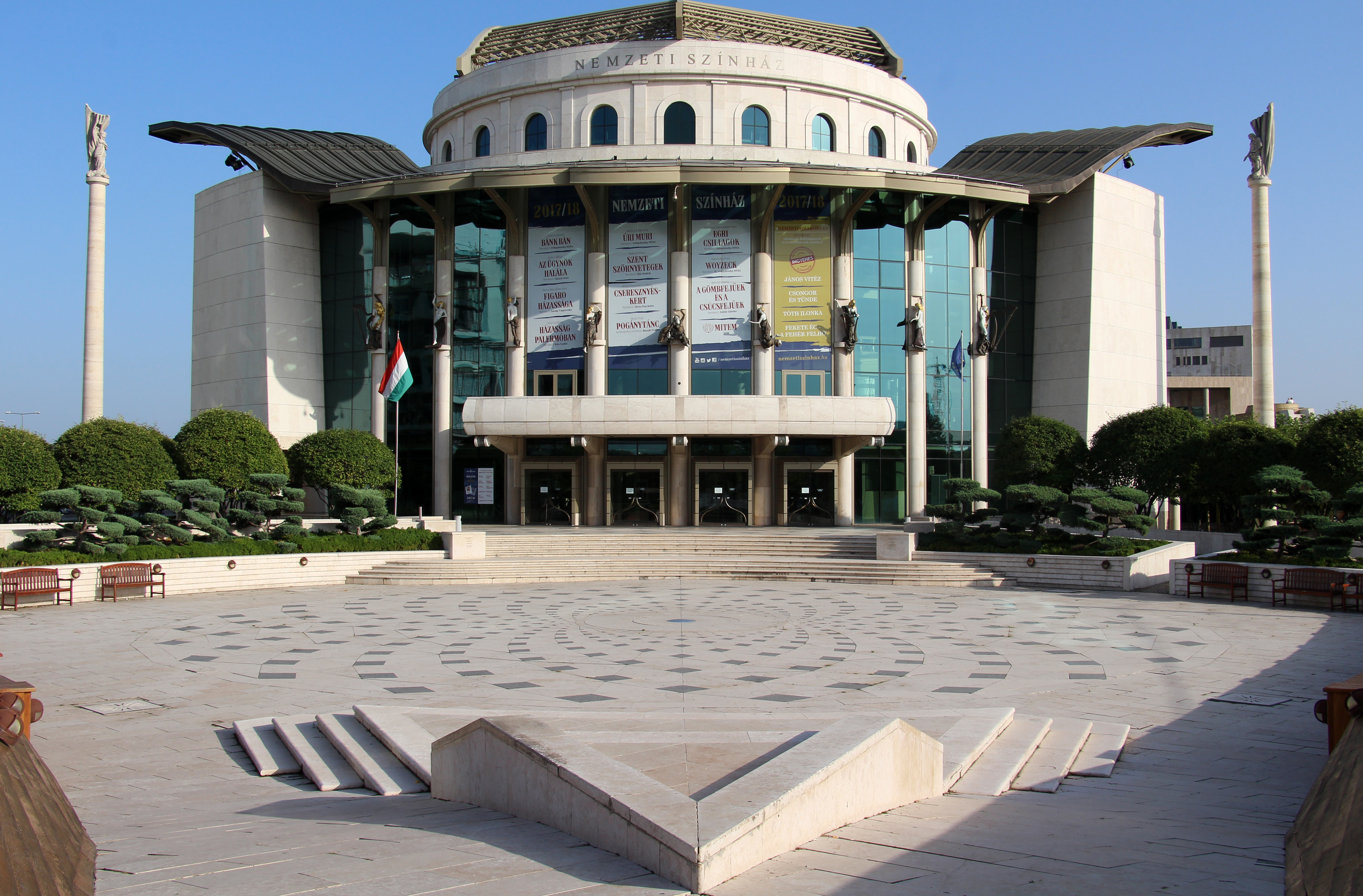
Nationaltheater
Sankt-István-Krankenhaus